# Gone: A Collection of EPs 2000-2007
Gone: A Collection of EPs 2000-2007 és un àlbum recopilatori del grup japonès Mono, publicat l'1 de setembre de 2007. Es tracta d'una recopilació cronològica dels EPs i temes que no s'havien publicat fins ara en un àlbum del grup.
Els temes inclosos en aquest recopilatori pertanyen als àlbums Hey, You («Finlandia» i «Black Woods»), Pelican / Mono («Yearning»), Memorie Dal Futuro («Memorie Dal Futuro» i «Due Foglie, Una Candela : Il Soffio Del Vento») i The Phoenix Tree («Gone», «Black Rain», «Rainbow» i «Little Boy (1945 - Future)»). «Since I've Been Waiting For You» estava inclòs en el recopilatori TRR100 Thankful, de la discogràfica Temporary Residence Ltd.

## Llistat de pistes
| Núm. | Títol                                          | Durada |
| ---- | ---------------------------------------------- | ------ |
| 1.   | «Finlandia»                                    | 8:07   |
| 2.   | «Black Woods»                                  | 11:22  |
| 3.   | «Yearning»                                     | 15:37  |
| 4.   | «Memorie dal Futuro»                           | 9:38   |
| 5.   | «Due Foglie, Una Candela: Il Soffio del Vento» | 3:47   |
| 6.   | «Since I've Been Waiting For You»              | 2:51   |
| 7.   | «Gone»                                         | 4:07   |
| 8.   | «Black Rain»                                   | 9:17   |
| 9.   | «Rainbow»                                      | 2:23   |
| 10.  | «Little Boy (1945 - Future)»                   | 9:28   |